# Hazeus elati
Hazeus elati és una espècie de peix de la família dels gòbids i de l'ordre dels perciformes.

## Hàbitat
És un peix marí i de clima tropical.

## Distribució geogràfica
Es troba a Elat (Israel).

## Observacions
És inofensiu per als humans.